# Carlos Holguín Mallarino
Carlos Holguín Mallarino (Nóvita, 11 de julio de 1832 - Bogotá, 19 de octubre de 1894) fue un abogado, empresario, diplomático, político, periodista y militar colombiano. Fue presidente de Colombia como designado entre el 4 de junio de 1887 y el 7 de agosto de 1888, y elegido entre el 7 de agosto de 1888 y el 7 de agosto de 1892. 
Fue miembro del Partido Conservador Colombiano por el cual ocupó varios cargos públicos y diplomáticos. Contribuyó a la recuperación del poder político que permitió la Hegemonía Conservadora a partir de 1888.También fue director de esa colectividad previo a la guerra civil colombiana de 1876. Holguín ejerció con éxito su profesión de periodista: En la ciudad de Cali creó el periódico El Caucano en 1857; en Bogotá colaboró con la redacción de La Prensa; igualmente fue un asiduo colaborador de los periódicos conservadores de la capital, El Conservador, El Filotémico, El Porvenir y El Tradicionista entre otros. También sobresalió como literato y escribió numerosos sonetos en periódicos y revistas. En sus escritos fue sarcástico, irónico, polemista y crítico.
Su familia jugó un papel relevante en la política y desarrollo  en el actual departamento del Valle del Cauca. De sus trece hermanos, Jorge Holguín, llegó también a ser presidente, además que el tío de ambos, Manuel María Mallarino, lo fue en calidad de vicepresidente a mediados del siglo XIX, y fue candidato a la presidencia en la década anterior al gobierno de Carlos Holguín.
En su gobierno se dio la implementación de los servicios de teléfono y alumbrado público en Bogotá. Creó la Policía Nacional de Colombia, pues hasta ese momento en la reública había solo policías y serenazgos regionales o municipales y ningún cuerpo dependiente directamente del presidente de la república. Destacó también por su preocupación especial por las obras públicas. Pese a ser humanista y periodista de profesión, Holguín fue represivo con la libertad de expresión y alentó las guerras civiles por convicciones religiosas. Es recordado por la entrega ilegal (sin la autorización del Congreso) motu proprio, del tesoro Quimbaya a la entonces reina de España.

## Biografía
Carlos Holguín Mallarino Ibargüen nació el 11 de julio de 1832, en la población de Nóvita (Provincia del Chocó), en el seno de una familia de la aristocracia conservadora local. Su nacimiento se dio en ese lugar, ya que su familia se encontraba de visita en esta región, rica fuente de oro para su familia.Inmediatamente después su familia regresó a su ciudad de residencia.
Hizo sus primeros estudios en Cali y los continuó en Bogotá, donde se radicó permanentemente. Hacia 1847, ingresó al Colegio San Bartolomé de los jesuitas, pero se vio obligado a suspender sus estudios en 1850, cuando los jesuitas fueron expulsados de Colombia por el gobierno radical del liberal José Hilario López. Ante esa situación, la educación primaria de Holguín corrió por cuenta de su tío materno Manuel María Mallarino, docente de vieja data y político destacado, quien influenció enormemente a Holguín y sus hermanos y primos, y el profesor particular Paterson Sanders.
De allí Holguín ingresó al Colegio Mayor del Rosario (actual Universidad del Rosario) donde se graduó en Derecho y Ciencias Políticas en 1851, a sus 19 años, según su biógrafo e hijo Álvaro Holguín. Algunos de sus docentes en la jurisprudencia fueron el expresidente José Ignacio de Márquez, Francisco Javier Zaldúa y Cerbeleón Pinzón. Su estadía en Bogotá coincidió con la presidencia de su tío Manuel, con lo cual se vio influenciado en su experiencia política.

### Guerras civiles delsigloXIX
Luego de obtener su título profesional, empezó a trabajar al año siguiente de su graduación, en el Tribunal Superior del Cauca como fiscal. De igual forma, inició su carrera militar al levantarse en armas contra el dictador liberal y populista José María Melo, sirviendo en la compañía del sur a la coalición de liberales gólgotas y conservadores; también fue secretario del coronel Manuel Tejada.
Participó en los congresos de 1856 y 1858, el congreso de 1859 lo nombró Magistrado de la Suprema Corte federal de Justicia. Estuvo en el Congreso de la República desde 1868 hasta 1877, como representante y senador por los estados de Cundinamarca, Tolima y Antioquia, a nombre del conservatismo. Además realizó su labor periodística y oratoria.
En la guerra civil colombiana de 1860-1862, Holguín participó defendiendo a la Confederación Granadina del presidente conservador Mariano Ospina Rodríguez. Participó en la campaña del Magdalena y combatió hasta la caída del gobierno de Ospina a manos de las fuerzas liberales del general Tomás Cipriano de Mosquera. Paradójicamente, Holguín apoyó la fracasada candidatura de Mosquera (ahora un liberal moderado) en 1869.
A mediados de los años 1870, Holguín fue el director del Partido Conservador, junto con Alejandro Posada y Lázaro María Pérez. La guerra civil de 1876, liderada por el presidente Aquileo Parra, lo obligó a abandonar el cargo y recibió el apoyo de su hermano Jorge, quien era el encargado de suministrar las armas y la información a sus tropas desde Bogotá, además de que fue el quien se encargó de la dirección del partido.
Acabada la guerra, Holguín apoyó la candidatura presidencial del liberal mosquerista Julián Trujillo Largacha en 1874, y luego la del moderado Rafael Núñez, con quién las coaliciones conocidas como Las Ligas lograron expulsar del poder a los liberales radicales en 1880.[cita requerida]

### La Hegemonía conservadora
En la primera presidencia de Núñez, Holguín fue nombrado ministro plenipotenciario en Inglaterra y en España fue el primer colombiano en tener la dignidad que ostentó. En 1883, retomó su cargo de ministro en el Reino Unido. A su regreso al país en 1887, fue nombrado ministro de relaciones exteriores por Núñez, permaneciendo en el cargo hasta 1888. La buena labor de Holguín llevó a Colombia a gozar de prestigio internacional.
En febrero de 1888, y gracias al apoyo de Rafael Núñez, Holguín fue nombrado por unanimidad del congreso colombiano como designado presidencial de Colombia, siendo también nombrado ministro de gobierno de Núñez. Holguín se posesionó como presidente de Colombia el 7 de agosto de  1888, a los 56 años.

### Presidencia de Colombia (1888-1892)
Fue el primer presidente de Colombia que completó su mandato de 4 años. Así mismo, Holguín ejerció a nombre propio los cargos de ministro de guerra y canciller hasta 1889 y 1891 respectivamente, en paralelo con su cargo presidencial.
Su gobierno tuvo relativo énfasis en obras públicas y la modernización del país. Construyó carreteras y diques, facilitó la navegación del Magdalena, el Cauca y del Nechí; construyó además el primer hospital militar de Bogotá; estableció los primeros servicios de teléfono y amplió el alumbrado eléctrico de la capital y construyó el Teatro Colón.[cita requerida]
Holguín facultó al ministro de Gobierno de sacar de circulación y evitar su ingreso al país, de la prensa que el gobierno consideraba contraria al bienestar de la población y que iba contra los ideales de moralidad del estado. También creó el primer código electoral colombiano, que fue una compilación de normas relacionadas con elecciones y cargos públicos de elección popular. Carlos Holguín mantuvo la paz durante su cuatrienio prácticamente inalterada.[cita requerida]
Bajo su gobierno se desarrolló la industria y aumentaron las exportaciones de Colombia. Sin embargo el país sufrió una inflación alta dado que se estaba emitiendo papel moneda de manera clandestina.
Holguín decretó la limitación a la participación política de los opositores al gobierno, ordenó el cierre de la prensa contradictoria a su gobierno, y amplió el sistema carcelario. También creó la Policía Nacional de Colombia por medio del decreto 1000 del 5 de noviembre de 1891, y trajo al país a un consultor privado francés llamado Jean Marie Marceline Gilibert Lafourgue, a quien Holguín nombró como primer director de la institución.

#### Controversias

##### El Tesoro Quimbaya

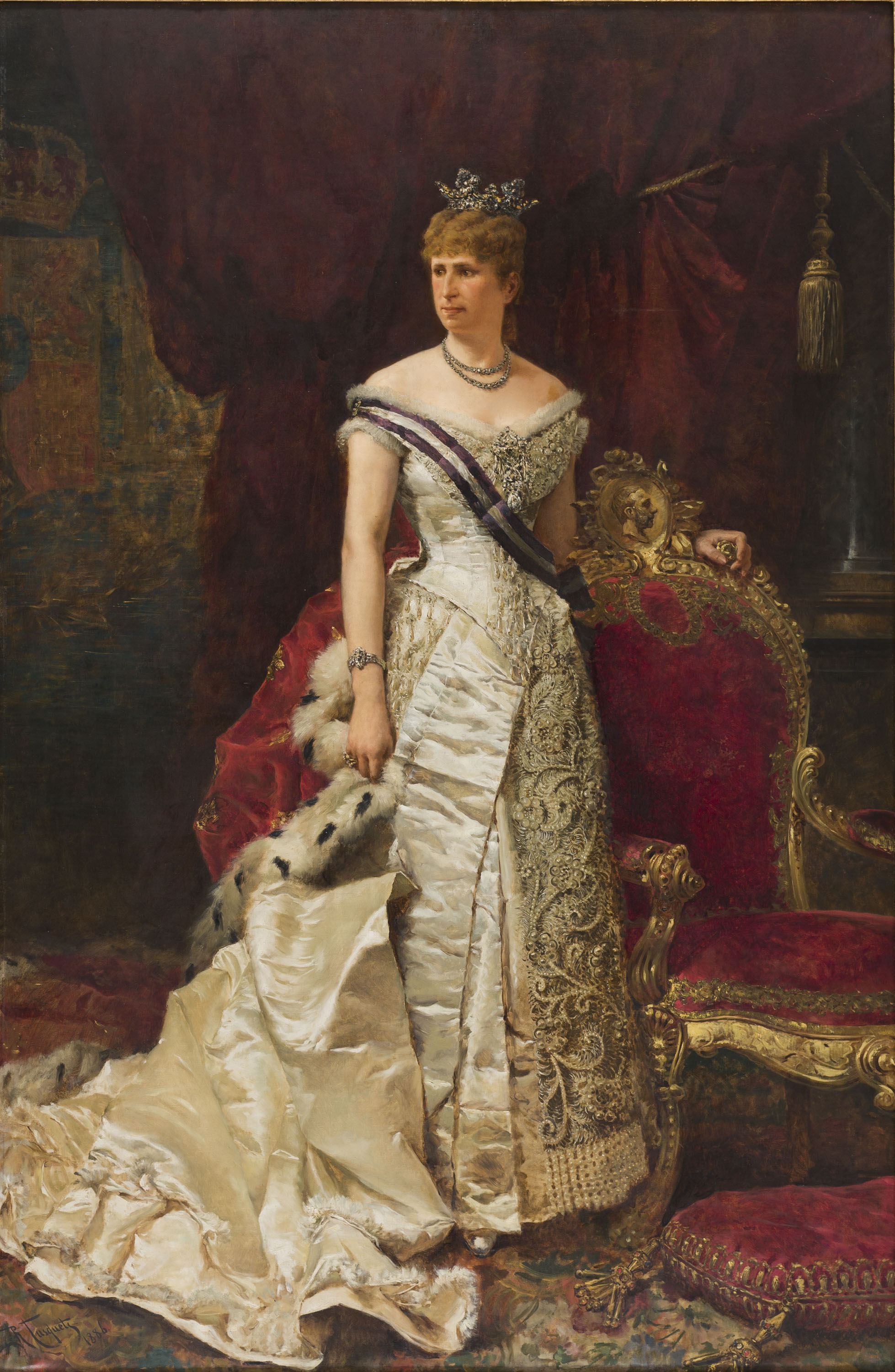
Retrato de la reina María Cristina de Habsburgo

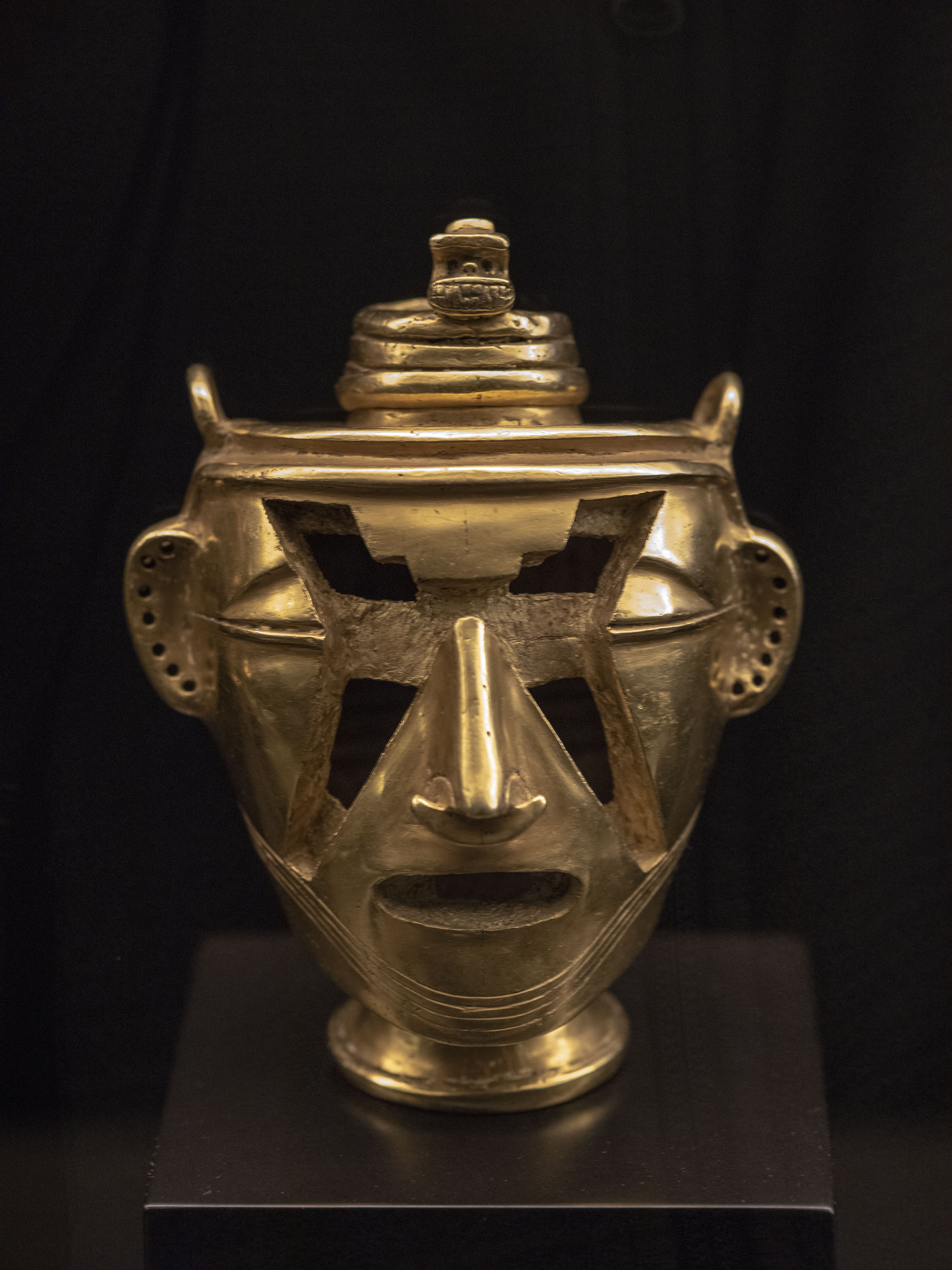
Pieza del tesoro de los Quimbayas

En 1890, el Tesoro de los Quimbayas, joya arqueológica de la Colombia prehispánica, fue hallado por un grupo de guaqueros en La Soledad, una excavación ubicada en las inmediaciones de los municipios de Quimbaya y Filandia, en el entonces departamento del Cauca. El Tesoro estaba compuesto por más de cuatrocientas piezas arqueológicas, pertenecientes al ajuar funerario de un cacique, entre las cuales se incluyen poporos, desnudos masculinos y femeninos, sillas y objetos ceremoniales y ornamentales.
Tras la dispersión del Tesoro, diseminado en diversas colecciones privadas, el gobierno nacional logró unificarlo de nuevo, en 1892 con la utilización de fondos públicos, adquiriendo una completa selección de sus mejores piezas.
Holguín tomó la decisión de dar en obsequio el tesoro sin consultar ni ser autorizado por el Congreso, que era lo previsto por la  Constitución entonces vigente. En estas condiciones, el envío del Tesoro a España ha sido considerado como una violación a la Constitución colombiana. Luego de haber sido enviado a España con el propósito de exhibirlo durante la Celebración del IV Centenario del Descubrimiento de América, el Tesoro fue entregado por el presidente Holguín en calidad de regalo a la reina regente María Cristina de Habsburgo-Lorena, esposa del rey Alfonso XII.
En un fallo proferido 19 de octubre de 2017, la Corte Constitucional de Colombia, declaró que las 124 piezas del tesoro Quimbaya fueron donadas de manera ilegal, pues el presidente Holguín no contaba con la autorización para hacerlo, el fallo ordena al Presidente de la República en cabeza del poder ejecutivo, hacer las gestiones necesarias para lograr la restitución de dicho tesoro al país. El gobierno está buscando la intermediación de la Unesco, para lograr que el gobierno español devuelva las piezas en su totalidad.

##### Conflicto por la candidatura de 1892
"En los cuatro años que llevo gobernando no se ha disparado ni un tiro, no se ha derramado una sola gota de sangre y ni Se ha derramado una sola lágrima. Dejo al país en paz y no contraje más deudas"
Carlos Holguín Mallarino, 1.º de agosto de 1892

Pese a que Miguel Antonio Caro era su cuñado, Holguín entró en controversia con él por las elecciones presidencial de 1892, ya que en 1891 su hermano Jorge lanzó a Caro como fórmula vicepresidencial del expresidente Núñez. Sucedió que inicialmente la fórmula de Núñez era el veterano de guerra Marceliano Vélez, quien fue propuesto por Carlos Martínez Silva, hasta que un error político de Vélez le quitó el apoyo de los conservadores, por lo que se sugirió que Miguel Antonio Caro asumiera la fórmula.
En efecto Caro se presentó con Núñez a las elecciones de 1892, con la negativa del presidente, ya que temía que acusaran a su gobierno de fomentar el nepotismo (porque Caro era su cuñado y quien lo propuso era su hermano). Además, Holguín no consideraba que Caro fuera el más idóneo para asumir la vicepresidencia, y como lo demuestran los hechos, Holguín no se equivocó. Caro, a la postre, terminó enfrentado con Jorge, con Martínez, y con Carlos, por sus posturas extremistas.

### Post-gobierno
Holguín entregó el cargo a Núñez-Caro, en 1892, quienes vencieron con una gran mayoría a Vélez, quien se presentó como conservador disidente del Partido Nacional, luego de haber caído en desgracia con Nuñez y los nacionalistas en 1891. Caro gobernó en nombre de Núñez, quien pidió licencia por enfermedad, y se radicó en su natal Cartagena.
Holguín siguió activo en la prensa, y desde el diario El Correo Nacional se enfrentó a El Relator del expresidente liberal Santiago Pérez Manosalva. En 1894 fue elegido senador por Bogotá, pero falleció a los 62 años el 19 de octubre de ese año, un mes después de que Núñez falleciera, luego de abandonar su casa en Cartagena para reasumir el gobierno en Bogotá. Su cuerpo se encuentra en la Iglesia Santa María de los Ángeles en Bogotá.

## Vida privada

### Familia
Carlos Holguín Mallarino era miembro de una numerosa familia que estaba tomando mucho prestigio en el momento de su nacimiento, y que se consolidó gracias a los matrimonios de sus hermanos y de su propio padre. Era hijo del hacendado Vicente Holguín Sánchez y de su primera esposa, María Josefa "Pepa" Mallarino Ibargüen, de una familia rica de la región. 
Su padre dejó numerosa e influyente descendencia con dos matrimonios, con lo cual su descendencia es de las más numerosas y prestigiosas en Colombiaː Susana, Dolores I, Ana Julia, Mercedes, Ernesto, Ignacio, Vicente, Eduardo, Dolores II, Enrique, Jorge y Carmen Holguín Mallarino de su primer matrimonio con Pepa Mallarino, y a Mercedes, Eusebia, Juan y Lucía Holguín López, con Ana López Boliche, medio hermana del expresidente José Hilario López
Su hermana mayor Ana Julia se casó con Lisímaco Ferrer, hermano del escritor Jorge Isaacs; Dolores II hizo lo propio con su primo Víctor Mallarino Cabal; Enrique se unió a María Jesús Lloreda, de otra familia de la región, de quien desciende, por ejemplo, Carlos Holguín Sardi y Germán Holguín Zamorano.
Sin embargo, su hermano Jorge fue el que más destacó entre todos los otros hermanos Holguín, llegando a ser presidente de Colombia como designados en dos ocasiones durante el siglo siguiente. Holguín se casó con Cecilia Arboleda Mosquera, hija del expresidente Julio Arboleda Pombo O'Donell, y de Sofía Mosquera Hurtado, emparentada a su vez con los expresidentes Joaquín y Tomás Cipriano de Mosquera. La descendencia de Jorge también fue prolífica, por lo que a manera de ejemplo sólo se mencionará que su bisnieta es la diplomática María Ángela Holguín.
Del segundo matrimonio de su padre, Carlos era medio hermano de Eusebia Holguín López, cuya hija Carolina Ortiz Holguín se casó con Froilán Largacha Hurtado (de quien era sobrino Julián Trujillo Largacha, ambos expresidentes de Colombia).

### Líneas colaterales
Su tío paterno, José Ignacio Holguín, era un militar a las órdenes de Simón Bolívar, y terminó radicándose en la región de Ambato, en la actual Ecuador, donde dejó como descendencia a todos los individuos con apellido Holguín nacidos en ese país, como por ejemplo Luis Alfredo Martínez Holguín, y el excanciller Juan Carlos Holguín.
Sus tíos paternos Gertrudis y Salvador Holguín se casaron con hermanos del militar José María Cabal, trastatarabuelo de la congresista María Fernanda Cabal. Su tía Teresa Holguín hizo lo propio con José María Scarpetta, primo suyo ya que los Holguín eran nietos maternos de Juana María Scarpetta Ibargüen, casada con el florentino Giussepe Maria Magliarino, funcionario del virrey Amar y Borbón, de donde viene la familia Mallarino.
Su tío materno fue el político y educador Manuel María Mallarino, quien llegó a la presidencua de su país en 1855, y fue miembro fundador del Partido Conservador Colombiano, en asocio con el poeta José Eusebio Caro y el empresario Mariano Ospina Rodríguez. Mallarino se casó con la dama María Mercedes Cabal, quien inspiró la novela María de Jorge Isaacs, quien también estaba emparentado con los Cabal. Otro de sus tíos fue el político Francisco Mallarino, alcalde de Cali por los mismos días que su hermano Manuel era presidente de Colombia.

### Matrimonio y descendencia
Contrajo nupcias con Margarita Caro Tovar, hija José Eusebio Caro, y hermana del también político Miguel Antonio Caro, quien sucedió a Carlos en la presidencia, y redactó junto a Núñez la Constitución de 1886.
Con Margarita, Carlos tuvo dos hijas, la pintora Margarita Holgín Caro y Clemencia Holguín, casada con Roberto Urdaneta, quien fue Presidente de Colombia durante la convalecencia de Laureano Gómez en 1951. Una de las descendientes de los Holguín, es la diplomática María Ángela Holguín, quien fue canciller en el gobierno de Juan Manuel Santos, quien es biznieta de Jorge Holguín.

### Semblante
Valencia afirma que Holguín poseía increíbles dotes de orador, ya que además de ser un hombre muy culto, tenía una memoria prodigiosa y recordaba casi todo lo que había aprendido a lo largo de su vida. Hablaba además del español, el inglés, el francés, el latín, el italiano; dominaba los clásicos de la literatura antiguos y modernos a la vez y conocía la historia y la filosofía, además de su profesión de abogado. A pesar de que estaba prácticamente solo en un congreso de ideas contrarias a las suyas, brillo por su oratoria; a este respecto Marco Fidel Suárez comentó:

"Su oratoria no fue la de lugares comunes o de la declamación hueca ni ampulosa, ni brilló por las imágenes con que se exornan los discursos académicos o las arengas populares. Era la oratoria parlamentaria acerada y fulgurante, en que campeaban las armas de la convicción y jamás las de la persuasión o el sentimentalismo. Sus discursos se distinguieron por la inagotable facundia, la dialéctica clara y espontánea, la sátira más incisiva, la réplica más pronta y oportuna, y las alusiones históricas mejor traídas."
Marco Fidel Suárez

## Homenajes
La Policía Nacional creó la medalla Carlos Holguín, como reconocimiento a las personas que durante su vida realizaron aportes valiosos para el cumplimiento de la actividad policial.
En la Casa de Nariño -la sede presidencial de Colombia- existe el Salón Carlos Holguín, también conocido como Salón Luis XV. El recinto tiene un cuadro del expresidente Holguín pintado por el artista colombiano Epifanio Garay, y está acompañado por muebles cuyas formas y estilo le dan el nombre secundario al salón, además de tener porcelanas francesas de estilo rococó.
También se le atribuye la pérdida del tesoro Quimbaya, el cual obsequio a la Corona española, siendo este patrimonio del país 

## Obras
- Cartas políticas
- Desbarreaux
- Estudios históricos sobre la Independencia
- Revista de Europa